# アイ・ドント・ウォント・トゥ・ノウ
「アイ・ドント・ウォント・トゥ・ノウ」（I Don't Want to Know）は、フリートウッド・マックが1977年に発表した楽曲。作詞作曲はスティーヴィー・ニックス。

## 概要
「アイ・ドント・ウォント・トゥ・ノウ」はニックスがフリートウッド・マックに加入前の1974年、「バッキンガム・ニックス」のセカンド・アルバム用に書いた曲である。結局アルバムを作らないまま、彼女とリンジー・バッキンガムは1975年1月にフリートウッド・マックに加入した。
1976年2月から8月にかけてアルバム『噂』のレコーディングが行われる過程で、スティーヴィー・ニックスが書いた「シルヴァー・スプリングス」が録音される。しかし他のメンバーは「シルヴァー・スプリングス」はアルバムにはそぐわないと判断、収録を拒否した。ニックスがそのわけをミック・フリートウッドに訊くと、「理由はたくさんあるが、あの曲は根本的に長すぎるんだよ。君が書いた別の曲でもっといいものがあると俺たちは考えている」と彼は答えた。以下は1991年にBBCが行ったインタビューにおけるニックスの証言である。
ニックス以外の4人のメンバーはすでに「アイ・ドント・ウォント・トゥ・ノウ」のレコーディングを済ませており、ニックスはその音源に自分の歌をかぶせた。結果としてニックスとバッキンガムの二人による、エヴァリー・ブラザーズ・スタイルの明るいアップテンポの曲ができあがった。
1977年2月4日発売の『噂』に収録。
2013年に発売された『噂』の35周年記念盤スーパー・デラックス・エディションに、バッキンガムのみが歌うアーリー・テイクが収録された。

## 演奏者
- スティーヴィー・ニックス - ボーカル、ハンドクラップ
- リンジー・バッキンガム - ボーカル、ギター
- クリスティン・マクヴィー - エレクトリックピアノ
- ジョン・マクヴィー - ベース
- ミック・フリートウッド - ドラムズ、タンバリン